# Hemithea perfida
Hemithea perfida är en fjärilsart som beskrevs av Louis Beethoven Prout 1935. Hemithea perfida ingår i släktet Hemithea och familjen mätare. Inga underarter finns listade i Catalogue of Life.